# Zygophyxia palpata
Zygophyxia palpata är en fjärilsart som beskrevs av Louis Beethoven Prout 1932. Zygophyxia palpata ingår i släktet Zygophyxia och familjen mätare. Inga underarter finns listade i Catalogue of Life.